# Piper tristemon
Piper tristemon är en pepparväxtart som beskrevs av C. Dc.. Piper tristemon ingår i släktet Piper och familjen pepparväxter. Inga underarter finns listade i Catalogue of Life.